# شهرستان تایان
شهرستان تایان (به لاتین: Tai'an County) یک شهرستان‌های جمهوری خلق چین در چین است که در آنشان (چین) واقع شده‌است.
 شهرستان تایان ۱٬۳۹۳ کیلومتر مربع مساحت و ۳۷۰٬۰۰۰ نفر جمعیت دارد و ۷ متر بالاتر از سطح دریا واقع شده‌است.